# 雅克·勒布伦
雅克·勒布伦（法語：Jacques Lebrun，1910年9月20日—1996年1月14日），法国男子帆船运动员。他曾代表法国参加1932年、1936年、1948年、1952年和1960年夏季奥林匹克运动会帆船比赛，获得一枚金牌。